# Кортичела (Верчели)
Кортичела је насеље у Италији у округу Верчели, региону Пијемонт.
Према процени из 2011. у насељу је живело 88 становника. Насеље се налази на надморској висини од 317 м.